# أولسيا دي بونيس فالس (برشلونة)
بلدية أوليزا دي بونيسبالس (بالكاتالانية: Olesa de Bonesvalls) هي إحدى بلديات مقاطعة برشلونة، والتي تقع في منطقة كاتالونيا، شرق إسبانيا.
يبلغ عدد سكانها 1.556 نسمة وفقاً لإحصائية سنة (2007).